# Brigada de Fusileros Paracaidistas
La Brigada de Fusileros Paracaidistas (BFP) es una unidad militar dedicada y altamente especializada en misiones u operaciones de paracaidismo. Originalmente formaba parte de la Fuerza Aérea Mexicana, pero tras una reestructuración en 2021, su control administrativo pasó al Ejército Mexicano, quedando integrada en el Cuerpo de Aerotropas. Esta reorganización tuvo como propósito optimizar las operaciones aerotransportadas, colocando a la BFP bajo la supervisión directa del Ejército, aunque continúa enfocada en sus tareas especializadas de paracaidismo.                  
Son portadores de la distintiva boina roja que identifica y hermana a algunas unidades paracaidistas en el mundo y su base se encuentra en el Campo Militar N.º 1.  Un batallón puede ser desplegado rápidamente en cualquier parte del país (3) 

## Historia
En el año de 1946 el Secretario de Defensa, General de División Francisco L. Urquizo crea la primera unidad de paracaidistas del Ejército Mexicano. Se lanza la convocatoria y son aceptados 20 oficiales y 30 de tropa. Inicialmente un grupo de ocho oficiales y 17 de tropa al mando del capitán Plutarco Albarrán López, fue enviado a recibir adiestramiento al Fort Benning en Georgia, graduándose el 20 de julio.
El primer salto de paracaidistas mexicanos fue realizado en los Llanos de Balbuena de la Ciudad de México el 15 de septiembre de 1946, durante los festejos del Día de la Independencia, recibiendo inicialmente el nombre de Compañía Mínima de Aerotropas, estableciéndolos en la ciudad de Puebla. El 15 de febrero de 1947 recibe el nombre de Compañía de Aerotropas, ubicándose en el Campo Militar N.º 1 en abril de 1948 deja de pertenecer a la Fuerza Aérea Mexicana y pasa a depender del Cuerpo de Guardias Presidenciales.
El 15 de mayo de 1952 pasa revista de alta el Batallón de Fusileros Paracaidistas, quedando instalados en el Campo Militar N.º 1 de la Ciudad de México. 
Es el 1 de enero de 1969 que surge la actual Brigada de Fusileros Paracaidistas, organizada en Cuartel General, una compañía de cuartel general y dos batallones. El tercer batallón es creado el 1 de julio de 1974.
La Fuerza Especial (Anteriormente Grupo Aeromóvil de Fuerzas Especiales de la Bgda. Flros. Prcdts.) de esta brigada fue creado en 1994 como unidad para misiones específicas con un alto nivel de discrecionalidad.
La Escuela Militar de Paracaidismo fue establecida el 1 de agosto de 1999 y posteriormente fue reasignada como Centro de Adiestramiento de Paracaidismo, en mayo de 2002. La Brigada de Fusileros Paracaidistas es conocida como unidad de élite debido a que sin importar el tipo, naturaleza, complejidad, irregularidad o clandestinidad de sus misiones, estas siempre son cumplidas.
Los distintos sectores de las unidades de esta brigada cuentan con 4 estrellas en la parte superior (al igual que el Cuerpo de Fuerzas Especiales), distinción dada por el tipo de misiones que realizan y por el mismo motivo solo responden al secretario de la Defensa y al presidente, desplegándose en cuestión de horas a cualquier parte del país.
Dado que es la única unidad de la SEDENA especializada en paracaidismo y su amplia experiencia en combate, se sabe que varios elementos de esta unidad han sido seleccionados para formar parte de la Fuerza Especial del Alto Mando. Gracias a su adiestramiento en aire y tierra, la brigada es desplegada de manera constante en el Plan DN-III-E, dedicada a la atención de zonas afectadas por desastres naturales. En el contexto de la guerra contra el narcotráfico, la brigada ha sido desplegada al estado de Michoacán y Estado de México, para auxiliar a las fuerzas locales y federales para el combate contra la delincuencia organizada. A partir de 2023, oficiales de la BFP capacitaran a miembros de la Guardia Nacional, para ayudarlos en la lucha contra el narcotráfico.

## Adiestramiento

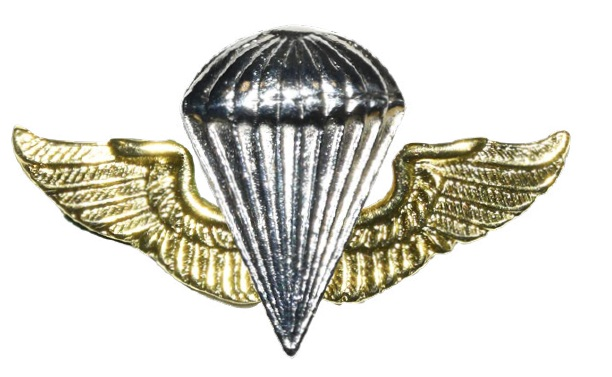
Insignia de Cuello Aerotropas México

Los elementos de la BFP se encuentran constantemente en operaciones de alto impacto y contra el crimen organizado, por lo que su adiestramiento es constante y consta de:
- Rescate de rehenes
- Protección y traslado de personalidades y detenidos
- Operaciones de Intervención a instalaciones y vehículos
- Combate urbano
- Emboscadas y contraemboscadas
- Insurgencia y contrainsurgencia
- Sabotaje de instalaciones enemigas
- Eliminación de objetivos[14]
- Operaciones de alto impacto
- Protección de altos mandos (Militares)
- Combate cuerpo a cuerpo
- Resistencia a climas

| Variantes de Alas de la brigada de Fusileros paracaidistas | Variantes de Alas de la brigada de Fusileros paracaidistas | Variantes de Alas de la brigada de Fusileros paracaidistas | Variantes de Alas de la brigada de Fusileros paracaidistas | Variantes de Alas de la brigada de Fusileros paracaidistas | Variantes de Alas de la brigada de Fusileros paracaidistas | Variantes de Alas de la brigada de Fusileros paracaidistas |
| Curso Básico de paracaidista                               | Paracaidista 30 saltos                                     | Paracaidista 60 saltos                                     | Curso Básico de Caída Libre Militar                        | Caída Libre Militar 201 a 400 saltos                       | Caída Libre Militar 401 a 600 saltos                       |                                                            |
| ---------------------------------------------------------- | ---------------------------------------------------------- | ---------------------------------------------------------- | ---------------------------------------------------------- | ---------------------------------------------------------- | ---------------------------------------------------------- | ---------------------------------------------------------- |
|                                                            |                                                            |                                                            |                                                            |                                                            |                                                            |                                                            |

Así mismo la Brigada de Fusileros Paracaidistas es la Fuerza de Reacción Inmediata del Plan DN-III-E. Por lo que sus elementos también son entrenados en 
- Rescate
- Primeros Auxilios
- Rescate de aeronaves siniestradas (Operaciones de jurisdicción de la BFP dada su pertenecía a la Fuerza Aérea)
- Resguardo de áreas de desastre

|                                    |                               |                              |                               |                                                |
| Curso de Precursor de Asalto Aéreo | Curso de Comando paracaidista | Curso de Operaciones Urbanas | Curso de Media y Alta montaña | Curso de Doblado y Mantenimiento de Paracaídas |
|                                    |                               | Curso de Operaciones Urbanas |                               |                                                |

Los elementos de la Fuerza Especial de la Brigada de Fusileros Paracaidistas cuentan con los cursos de Fuerzas Especiales correspondiente a su grado y el de Caída Libre Militar. La mayoría de sus elementos proviene de los pelotones de Precursores de Asalto Aéreo de los distintos Batallones y los que no en algún momento de su encuadramiento en la Fuerza Especial tendrán que cursarlo. Los elementos de la Fuerza Especial también realizan constantemente cursos en el extranjero y con el Cuerpo de Fuerzas Especiales y la Marina Armada de México.
El curso básico tiene una duración de cinco semanas, divididas en 4 fases: de fuselaje, torre, arneses fijos y de caída fija, móvil y saltos de calificación.
El curso básico de caída libre tiene una duración de 5 semanas.
El curso de precursor de asalto aéreo tiene una duración de 6 meses. Y es el único curso del ejército mexicano similar al curso de COIFES y CSFES accesible para elementos de tropa además de también especializar a los cursantes en operaciones anfibias y se caracteriza por el alto grado de presión física y mental (la cual inclusive ha causado la muerte a algunos cursantes siendo el único curso con bajas) al que se somete a los paracaidistas, boinas verdes, FES de la marina e infantes de marina fusileros paracaidistas que lo cursan.
El curso de media y alta montaña es el curso más completo de montañismo dentro de las fuerzas armadas mexicanas y consta de una duración de 6 semanas en las que existe una fase de especialización en rescate en montaña en diferentes escenarios del país.
Así mismo los elementos de la Brigada de Fusileros Paracaidistas (Sin tener que pertenecer a la Fuerza Especial de esta unidad) se encuentran constantemente en cursos de Paracaidismo, Operaciones y Fuerzas Especiales en el extranjero en países como Alemania, Rusia, Estados Unidos, Perú, Chile, Colombia, Brasil, Guatemala, etc. y con el Cuerpo de Fuerzas Especiales y la Marina Armada de México.

## Estructura
- Cuartel General 1

- Compañía de Cuartel General
- Primer Batallón de Fusileros Paracaidistas
- Segundo Batallón de Fusileros Paracaidistas
- Tercer Batallón de Fusileros Paracaidistas
- Fuerza Especial de la Brigada de Fusileros Paracaidistas
- Cuarta Compañía de Intendencia
- Centro de Adiestramiento de Paracaidismo